# Rubenslaan en omgeving (Utrecht)
De Rubenslaan en omgeving is een buurt in de wijk Oost in Utrecht, de hoofdstad van de Nederlandse provincie Utrecht.
In Utrecht zijn vanaf de jaren dertig op voormalige hoveniersgronden enkele specifieke invullingen gerealiseerd. Zo is in de jaren dertig het Diakonnessenhuis hier gebouwd. In de jaren vijftig is een stuk grond aan de Burgemeester Fockema Andreaelaan ingericht ten behoeve van de PTT (later KPN), een studentencomplex en enkele scholen. Nadat de hoogbouw van het KPN-complex in 2018 werd gesloopt verschenen er een zevental kleurrijke woontorens onder de projectnaam De Kwekerij. Aan de Ina Boudier Bakkerlaan staan ruim opgezette complexen binnen een vrije verkaveling waaronder studentenwoningen uit de jaren zestig, het zogeheten IBB-complex. Aan de zuidzijde van de Rubenslaan bevindt zich hoofdzakelijk woningbouw gerealiseerd in verschillende type bebouwing.
De grote verkeerstructuren Rubenslaan en Stadionlaan ontsluiten deze grootschalige invullingen aan de zuidzijde, aansluitend is als invalsweg voor de binnenstad de Venuslaan gerealiseerd.

## Fotogalerij

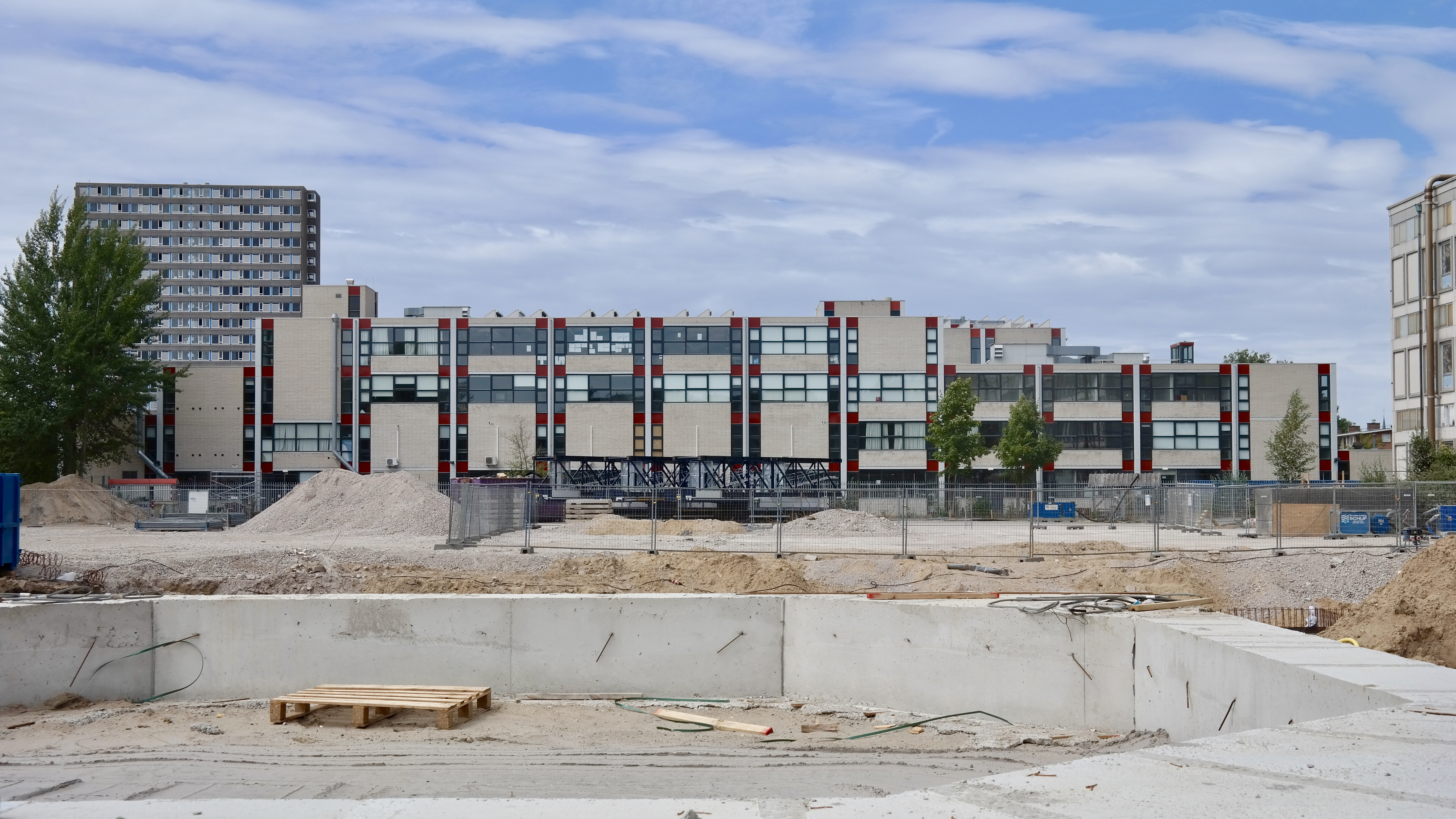
Het gebouw van Hogeschool voor de Kunsten Utrecht met links de studentenflat aan de Ina Boudier-Bakkerlaan
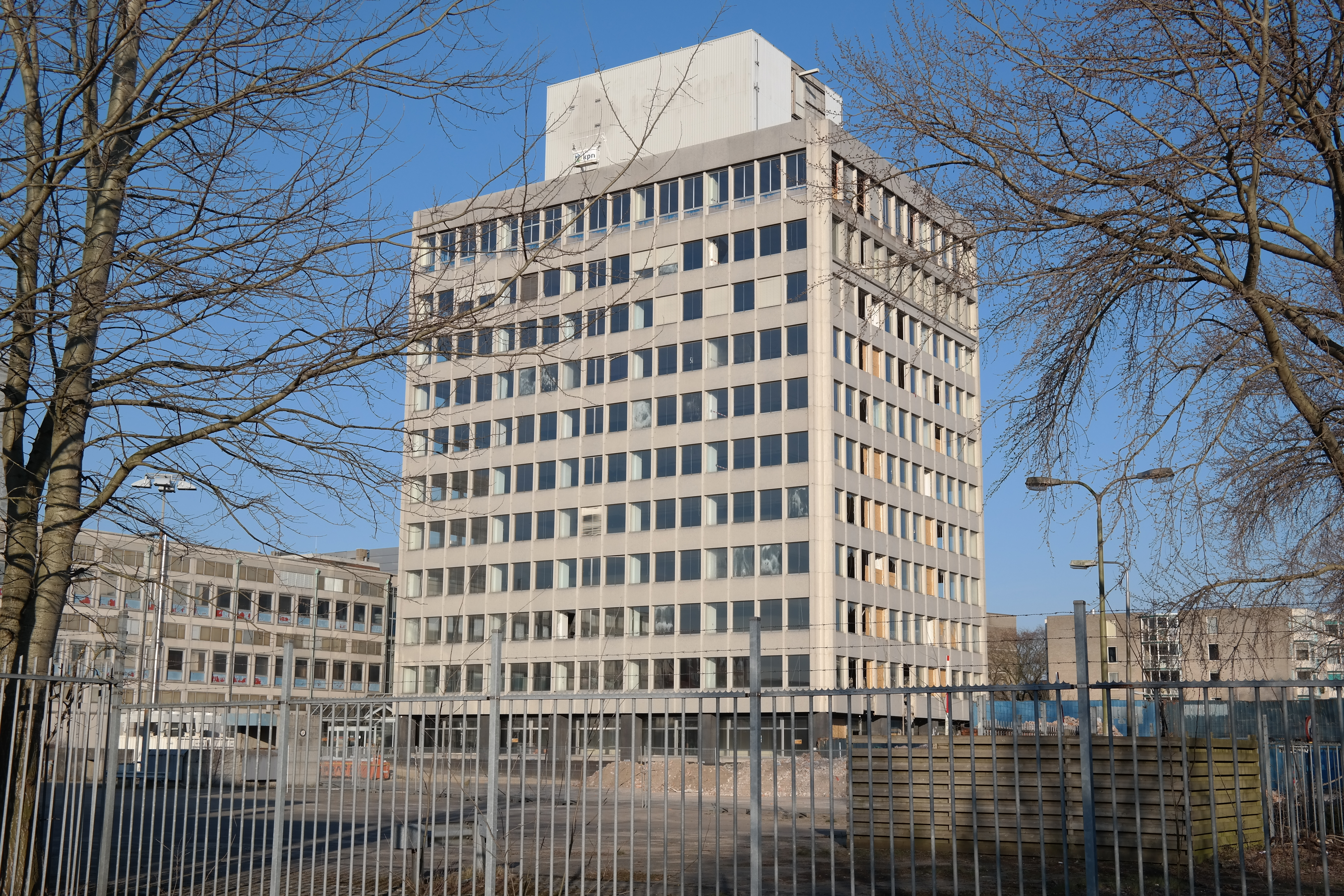
Sloop van de hoogbouw van KPN aan de Burgemeester Fockema Andreaelaan in 2018
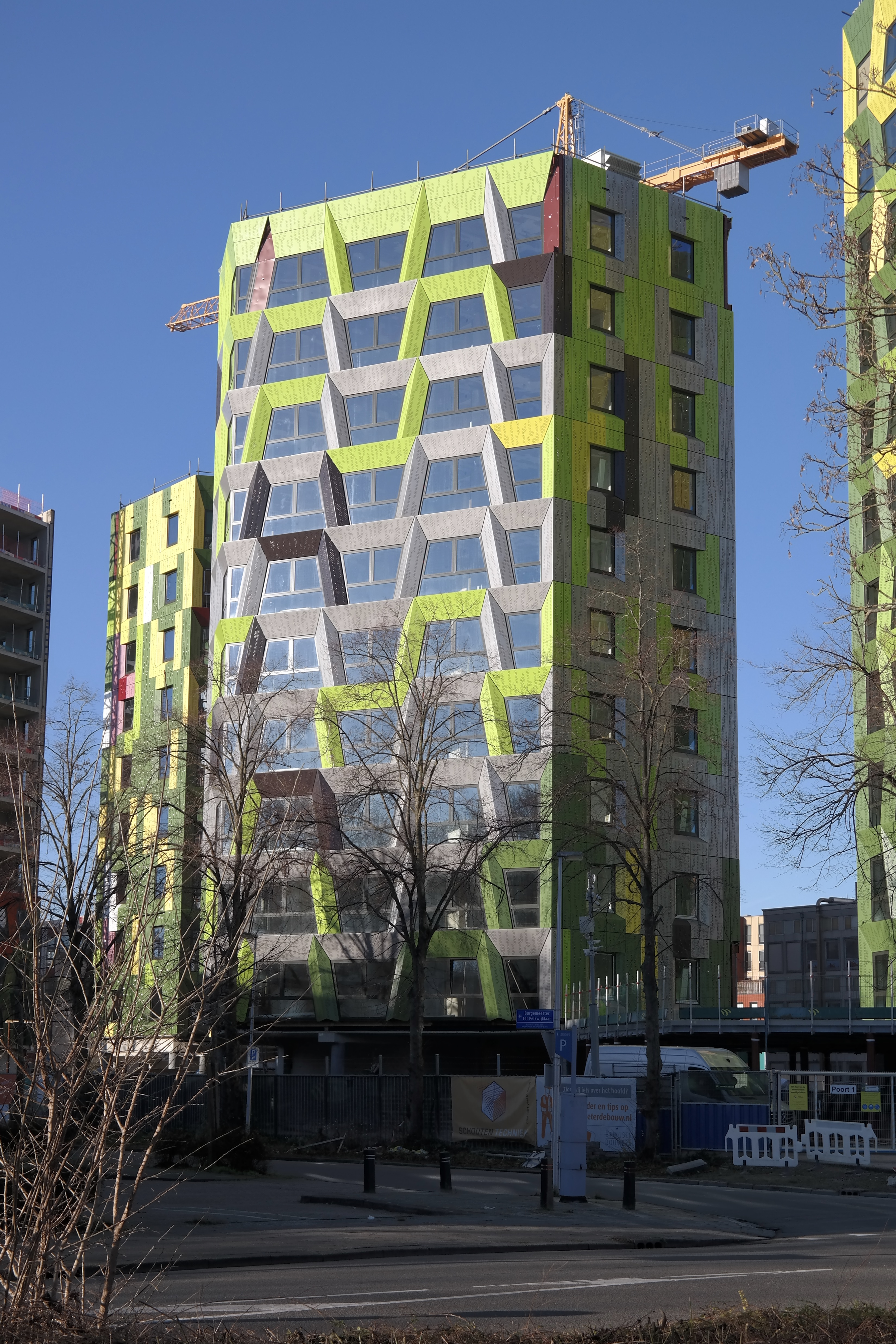
De Kwekerij aan de Burgemeester Ter Pelkwijklaan in aanbouw in 2021

Abstede · Buiten Wittevrouwen · Galgenwaard · Lodewijk Napoleonplantsoen en omgeving · Maarschalkerweerd · Oosterbuurt · Oudwijk · Rijnsweerd · Rubenslaan en omgeving · Schildersbuurt · Sterrenwijk · Tolsteegsingel en omgeving · Utrecht Science Park · Watervogelbuurt · Wilhelminapark en omgeving